# Slot Gödöllő

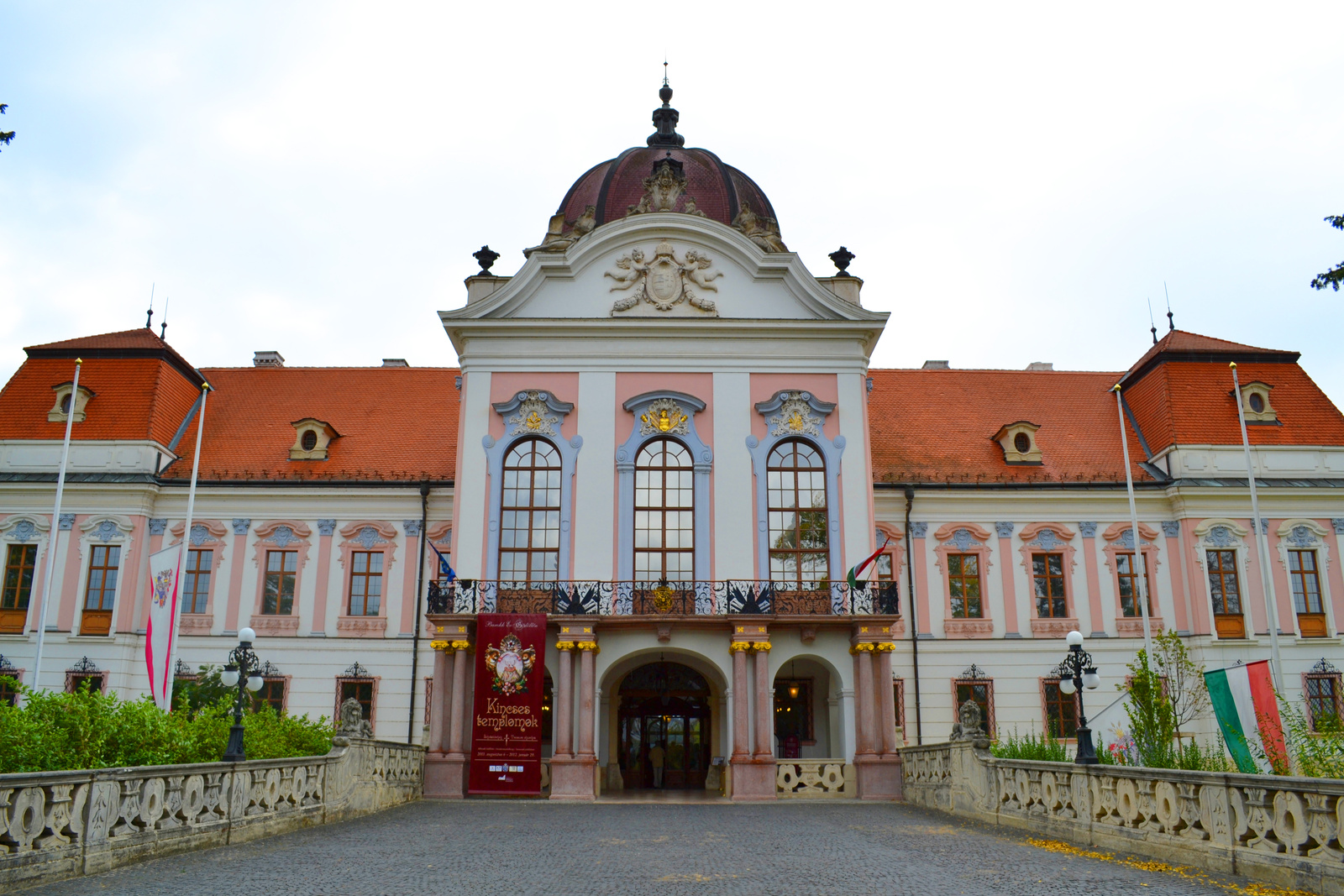

Slot Gödöllő in het Hongaarse Gödöllő, in de buurt van Boedapest, is een voormalig paleis van de Habsburgers. Het slot werd in de 18e eeuw in barokstijl gebouwd door graaf Antal Grassalkovich. In de 19e eeuw was het een favoriete verblijfplaats voor keizerin Elisabeth. Na de Tweede Wereldoorlog werd het paleis sterk verwaarloosd, maar inmiddels is het weer helemaal gerenoveerd.